# サタクンタ県
サタクンタ県（サタクンタけん、フィンランド語: Satakunta [ˈs̠ɑt̪ɑˌkun̪t̪ɑ]、スウェーデン語: Satakunda、ラテン語: Finnia Septentrionalis or Satagundia）は、フィンランドの行政区。南に南西スオミ県、南東にカンタ＝ハメ県、東にピルカンマー県、北東に南ポフヤンマー県、北にポフヤンマー県に接している。県庁所在地はポリ。8412平方キロメートルの面積であり、人口は21万7千人ほど。
県の名前は100を表す言葉であり、歴史的にはピルカンマー県の地域も含めた地域を覆うサタクンタ州であった。

## 歴史
この地域はフィンランド人が紀元前ごろからおり、12世紀頃から徐々にスウェーデンの一部になった。その頃から海岸線にはスウェーデン人が流れ着くようになり、20世紀頃まで、流れ着いたスウェーデン人と主流のフィンランド人が混ざることで同化していったと考えられている。そのため沿岸の地名にはいくらかスウェーデン語の名残が見られる。
中世の間、州の中心都市は1249年設立されたウルヴィラであり、その後ラウマが1442年に設立された。土地の隆起のため、ウルヴィラは内陸になってしまい、海岸とのアクセスがとりづらくなったものと考えられる。その結果、新たにポリがフィンランド統治者のヨハン1世によって建設された。行政上、州は1649年にトゥルクと、ポリの行政区を作るため、フィンランド州に組み入れられ、州としての機能を失った。19世紀、この州の西部をハメ州として分離、その後古州の東部はピルカンマー県、西部はサタクンタになった。
1809年、フィンランドがロシア帝国に割譲された際にスウェーデンの統治から離れることになった。この時代の間、この州は遅いながらも工業化を経験、ポリはこの州の最大の工業区となり始め、地力を生かした森林と繊維工業が経済活動を支配するようになる。さらに、ラウマとポリには航路が開かれ、承認が大型の商船団を使い商船を使い、ロシア帝国との商業交易も始まる。1930年まで大型帆船での交易が行われ、それ以後は蒸気船などが国際海上交通を支配し始める。
また、内陸と港町の輸送は主に皮であったが、タンペレとポリ、コケマキとラウマの間に鉄道が施設され、フィンランド内陸と海岸線を結ぶようになった。この後、ラウマ港と、ポリ港はフィンランドの工業製品の一番重要な積出港となっていく。
市場的な農地開拓は18世紀の間に始められ、その際に作物輸出がはじめられた。同時期、農業用に森林を整地する事業も進み、大地主から小作人が土地を借りて農業をする形式がはじまる。この地域は19世紀にはいると農村人口が増え、第一次世界大戦中の1918年、フィンランド内戦ではフィンランド赤軍に占拠され、重要地帯となったが、マンネルヘイム率いる白軍が取り返した。
独立以降、サタクンタの開発はフィンランド型の開発に従っている。1990年代まで農業地帯から工業化された、ラウマ、ハルヤヴァルタ、ポリとその周辺の都市へ出て行くことが問題になっていた。林業と金属工業が非常に伸びており、工業生産の伸びだけが原因ではないものの、オルキルオト近くには原発の必要性があった。これらの工業化によって長い間酸性雨に悩まされ、またコケマエンヨキ（コケマキ川の意）周辺は高濃度の汚染になった。幸いこれらの問題は1980年代以降制御され、工場の拡散などで対応した。
1990年代以降この地域の伝統的産業は停滞気味で、この都市の重要性は少し低下した。その理由としてはこの地域に大学がないということである。

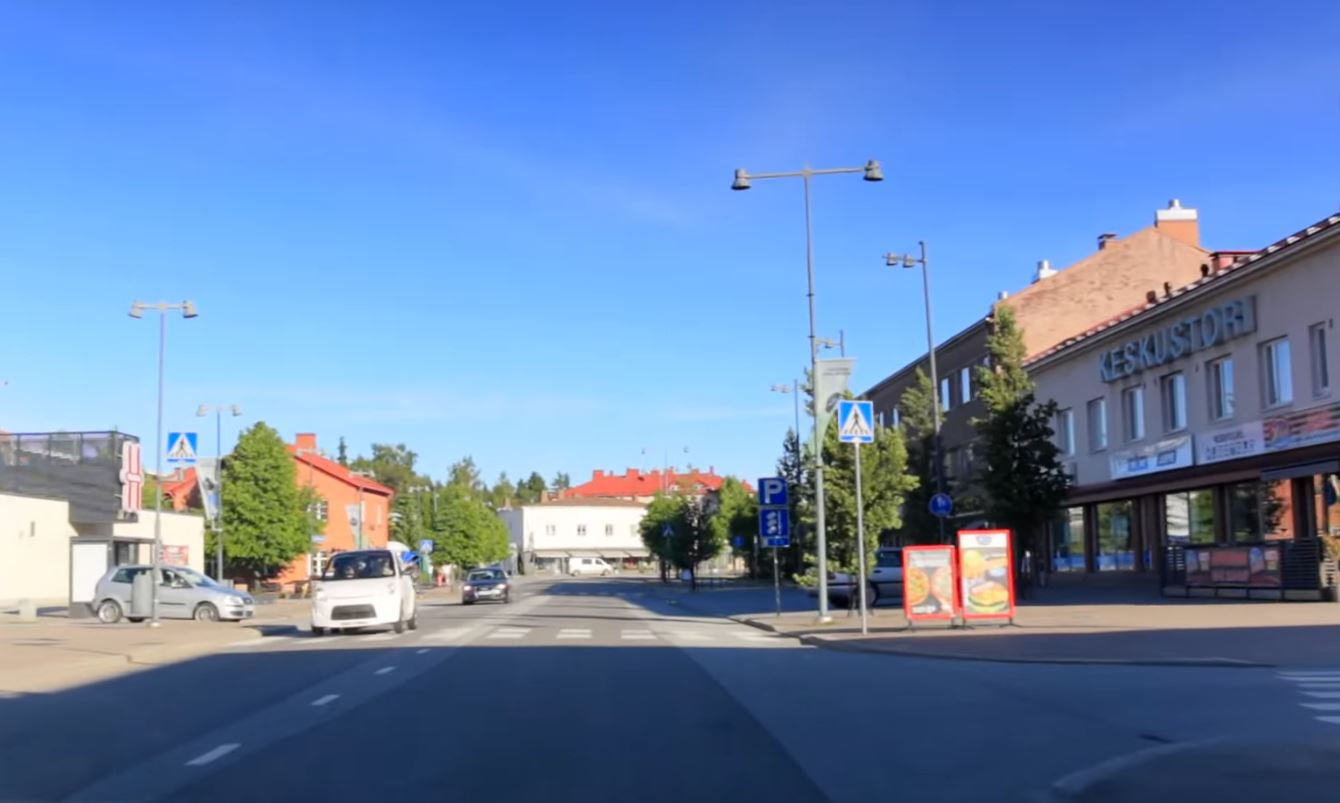
カンカーンパーの町の中心。

## 地理
サタクンタと、南西スオミ、ポフヤンマー、ハメ南部との正確な境界はどちらかというときちんと定まっている。しかし、ハメ北部 (現在のピルカンマー県)との境界はそうでは無い。この原因は、スウェーデン統治時代の1634年に県が初めて導入される前まで、この地域は荒地で人口も少なく、地域の境界がきちんと決定されたことが無かったことにある。この年、現在のサタクンタ県を含んでいたトゥルク・ポリ州とウーシマー・ハメ州との境界はタンメルコスキによって引かれた。更に問題を複雑にしているのは、19世紀にタンペレとその周辺がハメ州に移されたことである。その結果、イカーリネンとパルカノ (双方ともピルカンマー県所属)は、サタクンタまたはハメ、サタ-ハメ、ピルカンマーの一部であると様々に説明される。
サタクンタ県は、沿岸部と内陸部で全く異なる特徴を持っている。サタクンタ県南部の沿岸地方のほとんどはラウマの列島に挟まれている。しかし、北部へ向かうと、沿岸に島はほとんどなくなる。また、海底は平坦で、現在でも続く隆起は、一人の一生で知覚することができるほどである。県北部の沿岸地域において重要な特徴は、ポリ北東部のコケマエンヨキの三角州である。
コケマエンヨキの渓谷とその南部地域は、フィンランドの中でも重要な農耕地域である。主な生産物は、ライムギ、オオムギ、ジャガイモ、テンサイである。その一方で、コケマエンヨキの渓谷の北部地域は、森が土地の多くを占め、人口密度はサタクンタ県南部地域と比べると非常に低い。内陸部に目を向けると、平坦だった農耕地は丘陵地となる。この丘陵地は過去に湖が干上がって形成された。この地域の人口は、過去の居住の特徴をそのまま受け継ぎ、大きな河川の周辺に集中している。

## 下位行政区
この県には、3つの郡があり、その下に21の自治体がある。
| 北サタクンタ郡: - ホンカヨキ (Honkajoki) - ヤミヤルヴィ (Jämijärvi) - カンカーンパー (Kankaanpää) - カルヴィア (Karvia) - シーカイネン (Siikainen) | ポリ郡: - ハルヤヴァルタ (Harjavalta) - フッティネン (Huittinen) - コケマキ (Kokemäki) - ルヴィア (Luvia) - メリカルヴィア (Merikarvia) - ナッキラ (Nakkila) - ポマルック (Pomarkku) - ポリ (Pori) - ウルヴィラ (Ulvila) | ラウマ郡: - エウラ (Eura) - エウラヨキ(Eurajoki) - コユリオ (Köyliö) - ラウマ（Rauma） - サキュラ (Säkylä) |

## 政治
2011年のフィンランド総選挙のサタクンタ県での結果は以下のようになる。
- フィンランド社会民主党 24.0%
- 真のフィンランド人 23.6%
- 国民連合党 17.6%
- フィンランド中央党 16.1%
- 左翼同盟 10.9%
- 緑の同盟 3.8%
- キリスト教民主党 3.4%